# بانک فدرال رزرو فیلادلفیا
بانک فدرال رزرو فیلادلفیا (به انگلیسی: Federal Reserve Bank of Philadelphia) یکی از ۱۲ شعبهٔ فدرال رزرو ایالات متحده آمریکا است و در شهر مینیاپولیس قرار دارد.
این بانک مناطقی از ۳ ایالت نیوجرسی، دلاویر، و قسمتهایی از پنسیلوانیا را پوشش می‌دهد.